# Classe Lexington (cruzadores de batalha)
A Classe Lexington foi uma classe de cruzadores de batalha planejada pela Marinha dos Estados Unidos, composta pelo Lexington, Constellation, Saratoga, Ranger, Constitution e United States. Pedidos por cruzadores de batalha foram feitos desde 1911 em resposta à Classe Kongō da Marinha Imperial Japonesa, porém isto foi negado pelo Congresso dos Estados Unidos por motivos políticos. O que se tornaria a Classe Lexington foi finalmente aprovado em 1916, porém suas construções foram adiadas devido ao andamento da Primeira Guerra Mundial em favor de outras embarcações consideradas mais importantes. Durante este período seu projeto acabou sendo modificado várias vezes.
O projeto foi realizado pelo Escritório de Construção e Reparo da Marinha, que enfrentou dificuldades consideráveis em combinar as exigências ideais de poder de fogo, velocidade e proteção. Seu armamento originalmente seria de dez canhões de 356 milímetros, mas acabou alterado para oito armas de 406 milímetros a fim de permitir melhor blindagem e poder de fogo. A velocidade necessitaria de um sistema de propulsão de tamanho inédito em um navio capital norte-americano, demorando anos entre o projeto inicial e final para que a tecnologia de motores e caldeiras se desenvolvesse o suficiente para que o sistema ficasse compacto o bastante para permitir um nível prático de proteção. 
Os cruzadores de batalha da Classe Lexington, como originalmente projetados, seriam armados com oito canhões de 406 milímetros montados em quatro torres de artilharia duplas. Teriam um comprimento de fora a fora de 266 metros, boca de 32 metros, calado de nove metros e um deslocamento carregado de mais de 45 mil toneladas Seus sistemas de propulsão seriam compostos por dezesseis caldeiras a óleo combustível que alimentariam quatro turbo-geradores,  que por sua vez proporcionavam energia para oito motores elétricos até uma velocidade máxima de 33 nós (61 quilômetros por hora). Os navios teriam um cinturão principal de blindagem com 127 a 178 milímetros de espessura.
A construção dos navios finalmente começou em 1920 e 1921 depois do fim da guerra, porém eles foram cancelados em fevereiro de 1922 depois dos Estados Unidos ter assinado o Tratado Naval de Washington. Os termos do tratado permitiam a conversão de duas embarcações em construção para porta-aviões, com o Lexington e o Saratoga sendo escolhidos pois eram os dois que estavam com suas obras mais adiantadas. Suas conversões foram finalizadas em 1927 e os dois se tornaram membros da Classe Lexington de porta-aviões. As quatro embarcações restantes foram vendidas como sucata em 1923 e desmontadas ainda em suas rampas de lançamento pelos anos seguintes

## Antecedentes

### Primeiros esboços
Questões começaram a surgir no Colégio de Guerra Naval a partir de 1903 sobre a eficácia de cruzadores blindados grandes como aqueles da Classe Pennsylvania e Classe Tennessee que estavam na época entrando em serviço. O relatório da conferência anual de verão de 1903 do Colégio incluía um memorando sobre navios capitais armados apenas com armas grandes, também sugerindo um novo tipo de cruzador que seria armado e protegido de forma similar a um couraçado. A conferência de verão do ano seguinte considerou táticas para um navio armado com quatro canhões de 305 milímetros, 22 de 76 milímetros, quatro tubos de torpedo submersos e proteção estilo de um couraçado. Embarcações deste tipo eram essencialmente membros da Classe Tennessee com a bateria intermediária de 152 milímetros trocada por um armamento principal maior e blindagem mais pesada. Navios como esse figuraram pelos estudos do Colégio por anos, com o relatório da conferência de 1906 sobre o programa de construção naval dos Estados Unidos defendendo fortemente a construção das embarcações como batedores e alas rápidas em ações de frota, além de que fossem resistentes a projéteis de 305 milímetros. Tanto o Conselho Geral da Marinha dos Estados Unidos quanto o Secretário da Marinha se recusaram a adotar as propostas dos novos cruzadores blindados, possivelmente porque o país já tinha dez cruzadores blindados em serviço. Mesmo assim, o Colégio continuou testando o projeto contra uma variedade de navios estrangeiros.
A conferência de verão de 1908 passou a favorecer cruzadores de batalha sobre cruzadores blindados. O alcance cada vez maior de torpedos e as distâncias em que esperava-se que duelos de artilharia fossem ser travados pareciam favorecer velocidade sobre blindagem. Oficiais de artilharia destacaram o "valor de chegar ao alcance primeiro e então sufocar ou derrotar o fogo do inimigo antes dele chegar no alcance". A conferência concluiu que valeria a pena construir cruzadores de batalha, mas que deveriam ser considerados na mesma catedoria de cruzadores blindados, dando apoio para a frota mas sem lutarem em linha como os couraçados. Uma velocidade máxima pelo menos vinte por cento acima daquela dos couraçados foi recomendada. Esperava-se que os couraçados norte-americanos sendo construídos na época alcançassem 21 nós (39 quilômetros por hora), assim a velocidade para os cruzadores de batalha deveria ser de pelo menos 25 nós (46,3 quilômetros por hora). O Escritório de Construção e Reparo esboçou alguns navios no ano seguinte à pedido do Secretário da Marinha, sendo equivalentes mais rápidos dos couraçados da Classe Wyoming. Um casco de 204 metros com deslocamento de 26,4 mil toneladas poderia permitir 25,4 nós (47 quilômetros por hora), armado com oito canhões calibre 50 de 305 milímetros e blindagem equivalente. A economia de peso vinda da eliminação de duas das seis torres de artilharia da Classe Wyoming mais do que equilibriam o comprimento maior e altura do cinturão principal. Um cinturão ampliado era necessário devido ao casco mais profundo, pois todos os estudos de cruzadores de batalha norte-americanos necessitavam de cascos profundos a fim de manter a força de suas vigas, já que esses cascos teriam de ser muito compridos para poderem alcançar as velocidades exigidas. Caso o cinturão principal tivesse sua espessura reduzida em média em 76 milímetros, uma quinta torre de artilharia poderia ser adicionada. Quatro propostas intermediárias incluíam uma com blindagem intermediária e oito canhões de 305 milímetros e uma com a blindagem da Classe Wyoming com seis armas. O Conselho Geral ficou com esses esboços, mas não recomendou suas construções.

### Pacífico e Japão
Enquanto isso, a Marinha Imperial Japonesa aniquilou a Marinha Imperial Russa em 1905 na Batalha de Tsushima. O Japão já era uma preocupação dos Estados Unidos. O almirante Alfred Thayer Mahan tinha em 1897 avisado Theodore Roosevelt, então Secretário Assistente da Marinha, sobre a probabilidade muito maior de uma guerra no Oceano Pacífico do que no Oceano Atlântico. Roosevelt, depois quando Presidente dos Estados Unidos e antes de Tsushima, escreveu ao diplomata britânico Cecil Spring Rice que "Os Japas me interessam e eu gosto deles. Estou perfeitamente consciente de que se eles vencerem isso possivelmente significa uma disputa entre eles e nós no futuro". Tsushima selou o resultado da Guerra Russo-Japonesa, cimentou a ascensão do Japão como potência mundial e iniciou um período de rivalidade com os Estados Unidos sobre intenções no Oceano Pacífico, pois agora os dois países tinham se transformado nas potências militares dominantes da região. Uma consequência imediata foi a construção de quatro cruzadores blindados da Classe Tsukuba. Estes foram armados com quatro canhões de 305 milímetros, armas geralmente destinadas à navios capitais e inéditas em cruzadores blindados. Seu cinturão principal e torres de artilharia tinham blindagem de 203 milímetros de espessura, convés de 76 milímetros e velocidade máxima de 20,5 nós (38 quilômetros por hora). A intenção da Classe Tsukuba era substituir os couraçados japoneses mais antigos, demonstrando assim a intenção da Marinha Imperial de continuar a usar cruzadores blindados em batalhas de frota. Também eram exatamente o tipo de navio que o Colégio tinha defendido antes de passar a defender cruzadores de batalha.

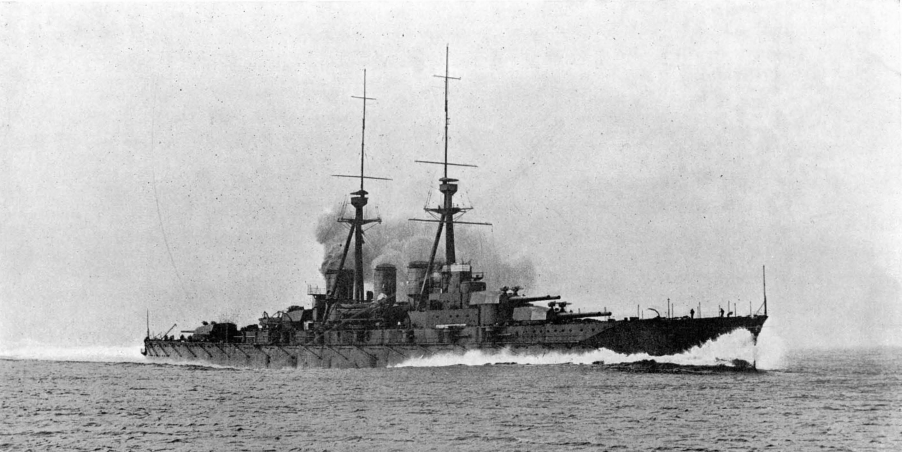
O, o primeiro cruzador de batalha japonês e que levou ao desenvolvimento da Classe Lexington

A Marinha dos Estados Unidos não reagiu à medida que a Marinha Real Britânica e Marinha Imperial Alemã construíam números cada vez maiores de cruzadores de batalha, porém sua atitude mudou completamente quando o Japão iniciou as obras do primeiro membro da Classe Kongō no Reino Unido em janeiro de 1911. A Inteligência Naval confirmou em 13 de junho que este seria o primeiro de quatro navios, com os três restantes construídos no Japão, formando assim uma divisão. O Secretário da Marinha pediu ao Conselho Geral no dia seguinte que considerasse a construção de cruzadores de batalha para serviço no Oceano Pacífico, pois os navios da Classe Pennsylvania e Classe Tennessee não eram mais considerados viáveis diante de tal oposição. O Conselho Geral recusou, pois não estava disposto a abrir mão da construção de couraçados em favor de embarcações auxiliares como cruzadores de batalha. Foi sugerido em 29 de agosto que o Escritório de Construção e Reparo pesquisasse um navio de trinta mil toneladas com velocidade de 29 nós (54 quilômetros por hora), armado com oito canhões de 356 milímetros, 24 canhões de 127 milímetros e um sistema de proteção comparável aos couraçados da Classe Nevada. Este pedido era essencialmente uma versão norte-americana da Classe Kongō.
O Escritório de Construção e Reparo, devido à falta de urgência do Conselho Geral, demorou quase um ano para pesquisar o projeto. A bateria principal de oito canhões de 356 milímetros foi mantida constante enquanto outros fatores eram calculados: velocidades de 26, 29 e 32 nós; autonomias de cinco, sete e oito mil milhas náuticas; e cinturão principal de 203, 283 e 256 milímetros de espessura. O construtor naval R. H. Robinson apresentou estes estudos em uma palestra no Colégio em 12 de julho com o Conselho Geral na plateia. Ele enfatizou que 203 milímetros era o mínimo absoluto para proteção de blindagem e recomendou uma autonomia de oito mil milhas náuticas (14,8 mil quilômetros), a mesma dos couraçados. O Conselho Geral pediu dois cruzadores de batalha para o Programa de Construção Naval de 1914 e uma versão ligeiramente modificada do navio proposto ao Escritório de Construção e Reparo, porém o Colégio achou que o projeto tinha problemas sérios e que um couraçado rápido seria uma opção mais prática.
Entretanto, o clima político não era favorável. Acreditava-se que o Congresso dos Estados Unidos não aprovaria a construção de cruzadores de batalha sem reduzir o número de couraçados, assim a Marinha decidiu que couraçados, como aqueles da Classe Nevada que tinham acabado de ter suas obras iniciadas, eram mais importantes, pois achavam que o Congresso não estava aprovando couraçados o suficiente. O Conselho Geral presumiu em 1903 que os Estados Unidos iriam construir dois couraçados por ano, porém o Congresso acabou aprovando apenas um navio em 1904, dois em 1905, um tanto para 1906 quanto para 1907, dois para 1910 e depois um para 1912 e 1913.
O clima político mudou cinco anos depois devido ao andamento da Primeira Guerra Mundial na Europa. Um programa de construção de cinco anos foi elaborado em outubro de 1915 e recebeu o apoio do presidente Woodrow Wilson, pedindo para que dez couraçados, seis cruzadores de batalha e dez contratorpedeiros fossem finalizados até 1922. Isto foi enviado ao Congresso em dezembro, com o projeto de lei sendo aprovado pela Câmera dos Representantes em 2 de junho de 1916, porém levemente modificado ao substituir cinco couraçados por cruzadores de batalha. O Senado também aprovou um projeto de lei alterado em 29 de agosto, mantendo o número original de couraçados mas estipulando que o programa fosse finalizado em três anos. Os quatro primeiros cruzadores de batalha seriam pagos no ano fiscal de 1917, o quinto no ano fiscal de 1918 e o último no ano fiscal de 1919. A Classe Lexington, junto com os cruzadores rápidos da Classe Omaha e os contratorpedeiros da Classe Wickes, tinham a intenção de serem parte de uma força rápida que daria apoio à frota de batalha, porém o início das obras dos cruzadores de batalha foi adiada em favor de mais contratorpedeiros e navios mercantes.

## Desenvolvimento

### Original
Os cruzadores de batalha da Classe Lexington, em sua configuração original de 1916, seriam armados com dez canhões calibre 50 de 356 milímetros montados em quatro torres de artilharia, duas triplas sobrepostas a duas duplas porque não haveria boca suficiente para acomodar as barbetas mais largas das torres triplas mais à vante e ré do casco. O deslocamento seria de 34,9 mil toneladas e a velocidade máxima de 35 nós (65 quilômetros por hora). Todas essas especificações vinham ao custo de uma blindagem muito mais esparsa quando comparada aos couraçados contemporâneos. O Escritório de Construção e Reparo  estimou que uma potência de 119,7 mil cavalos-vapor (88 mil quilowatts) seria necessária para alcançar a velocidade planejada. Isto exigiria 24 caldeiras, algo problemático, pois não haveria espaço suficiente para todas as caldeiras sob o convés blindado em um casco tão longo e relativamente estreito. A solução foi colocar metade das caldeiras acima do convés na linha central dentro de caixas blindadas ao redor de cada uma. Também havia o desafio do número de chaminés necessárias. A Classe Lexington inicialmente teria "não menos do que" sete chaminés, quatro delas lado a lado.

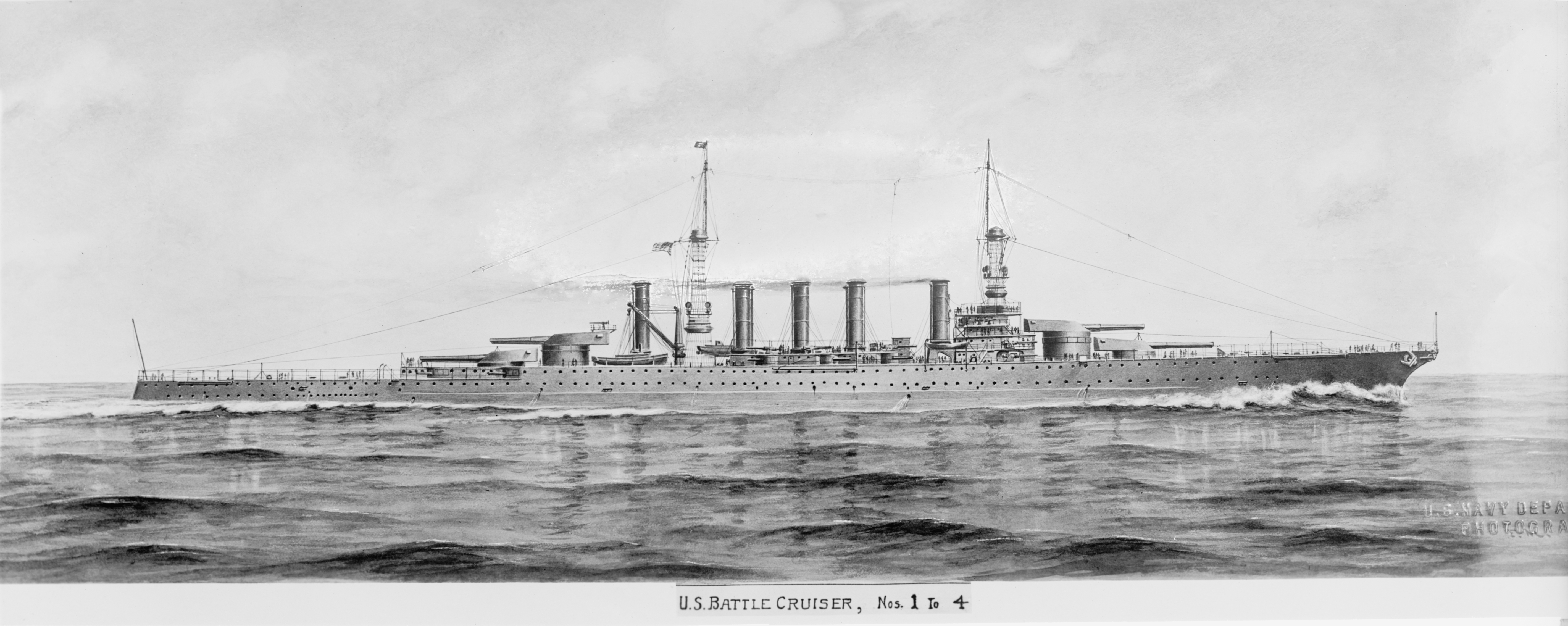
Desenho de F. Muller em 1916 mostrando a configuração original da Classe Lexington

Um casco comprido e estreito também era mais suscetível a torções, criando um desafio para encontrar a força longitudinal adequada, algo mais complicado em navios capitais devido ao peso das torres de artilharia e canhões. A força longitudinal da Classe Lexington tinha uma dificuldade a mais na forma de uma borda livre elevada, necessária na proa para manter os navios secos e permitir altas velocidades em mares bravios. Além disso, o cinturão principal correria por oitenta por cento da linha de flutuação, com um enorme estresse sobre o casco sendo esperado devido aos diferentes tipos de aço que seriam usados. Estes fatores, mais o comprimento incomum dos navios, fizeram Robinson realizar análises cuidadosas das esperadas forças e estresses. Os projetistas normalmente presumiam que uma embarcação precisaria aguentar estresses causados por uma onda do mesmo comprimento do navio com uma proporção de altura para comprimento de 1:20. Robinson achou que uma proporção mais razoável para a Classe Lexington seria de 1:26, o que permitira economias de peso consideráveis.
Uma sugestão do Escritório de Construção e Reparo era fazer o cinturão principal um elemento de suporte de carga ao conectar placas do começo ao fim. Isto era extraordinariamente difícil para ser prático, sendo considerado uma proposta muito radical para ser realmente segura, mesmo que teria adicionado a resistência de viga onde era mais necessário. Outra ideia que acabou sendo adotada foi projetar o castelo de proa para terminar à ré das torres de artilharia. O desafio então passou a ser manter a força longitudinal contribuída pelo convés blindado além desse ponto até a popa. Isto se tornou um problema de projeto complicado, especialmente pela necessidade de economizar peso onde possível e pelo fato que elementos estruturais leves combinados com o peso dos armamentos tinha se tornado uma dificuldade para os britânicos. Uma proposta era usar uma combinação de três conveses: um convés de força no topo do casco, um convés de proteção que ficaria em cima do cinturão de blindagem três metros acima da linha de flutuação e um convés de estilhaços abaixo deste e abaixo da linha de flutuação. Uma terceira ideia que acabou adotada foi continuar com a antepara longitudinal entre os conveses de proteção e estilhaços até o fundo do casco a fim de adicionar maior força. A severidade dos desafios de força e peso necessitou de um deslocamento de 33 mil toneladas e um casco de 259,1 metros de comprimento em vez de 243,8 metros para que houvesse volume interno suficiente para acomodar todo o maquinário. Mesmo assim, o tamanho do sistema de propulsão forçou os armamentos mais para as extremidades do casco, aumentando ainda mais o estresse esperado.

### Redesenho
Os planos de construção foram paralisados em 1917, pois a prioridade foi dada para embarcações antissubmarino e navios mercantes necessários para garantir a travessia de materiais e homens para a Europa durante a campanha de submarinos alemã. Isto permitiu grandes modificações no projeto dos cruzadores de batalha, cuja necessidade ficou aparente diante da experiência adquirida na Batalha da Jutlândia, travada depois do projeto inicial da Classe Lexington ter sido aprovado, em que três cruzadores de batalha britânicos foram afundados. A Marinha dos Estados Unidos inicialmente compreendeu errado os pontos essenciais da batalha ignorando a sobrevivência dos navios ao mesmo tempo que aumentou a bateria principal para oito canhões calibre 50 de 406 milímetros e o armamento secundário para catorze canhões calibre 53 de 127 milímetros. Outros fatores foi a descoberta que Reino Unido e Japão estavam planejando novos cruzadores de batalha com armas de 381 e 410 milímetros, respectivamente, além da recomendação do Escritório de Armamento para que os navios fossem capazes de "infligir danos fatais nas embarcações mais poderosas do inimigo a uma distância de não menos aquela em que pode ser alcançada pelos disparos pesados destes couraçados inimigos". O número de caldeiras foi reduzido para vinte, suficiente para que todas coubessem abaixo do convés blindado, com o número de chaminés sendo reduzido para cinco. O esquema de blindagem não foi alterado, pois isto comprometeria a força longitudinal do casco.

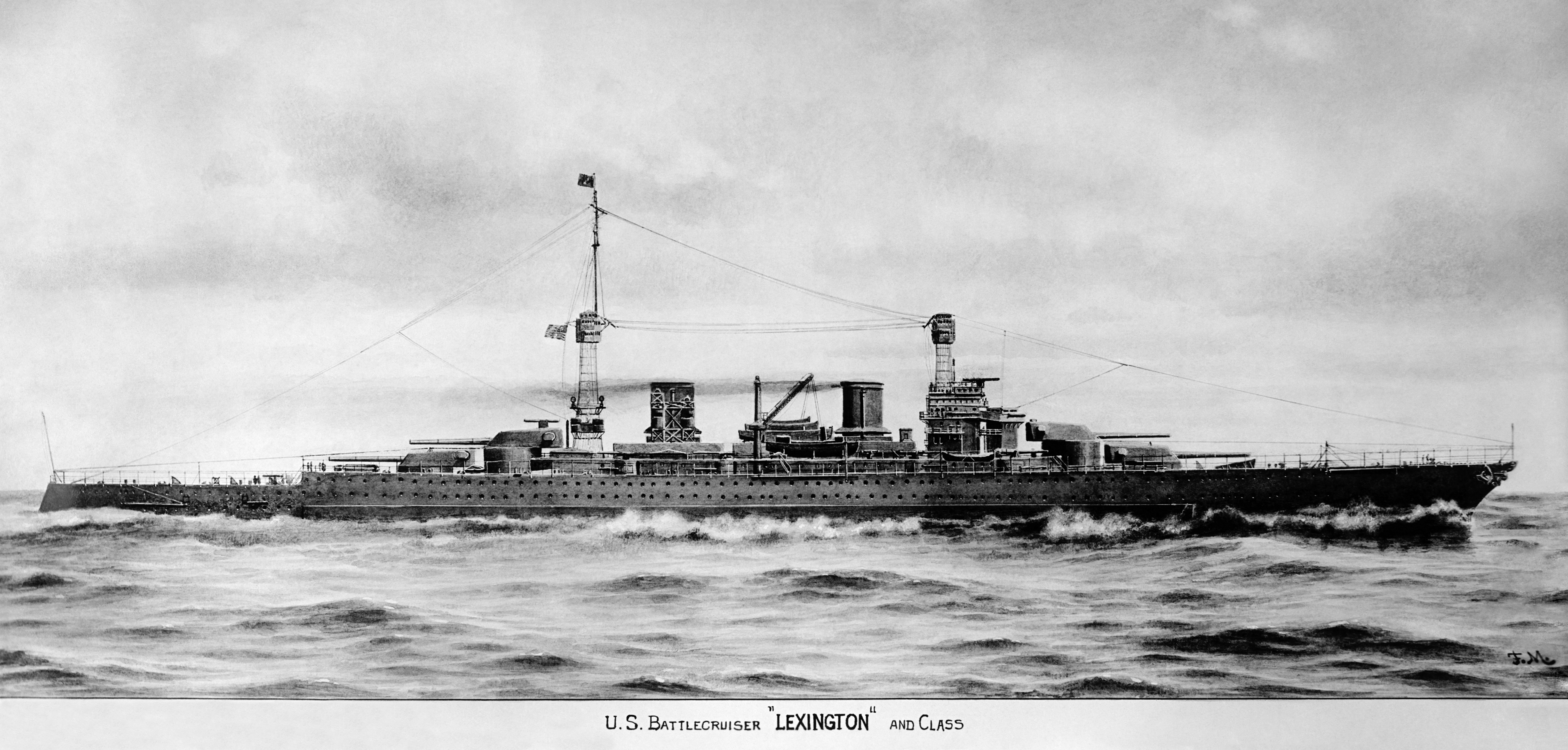
Desenho de F. Muller em 1919 mostrando a configuração final da Classe Lexington

O estado-maior norte-americano no Reino Unido ficou extremamente impressionado em meados de 1918 com o HMS Hood, o mais novo cruzador de batalha britânico. Seu cinturão de blindagem era comparável a couraçados anteriores e sua blindagem do convés era mais ampla do que qualquer outro navio capital britânico. O estado-maior, pelo navio ter sido descrito como um "couraçado rápido" e o Almirantado Britânico o considerar um substituto tanto para couraçados quanto cruzadores de batalha, defendeu que os Estados Unidos desenvolvesse uma embarcação similar própria. David Taylor, o Construtor Chefe, concordou e informou a equipe de projeto da Classe Lexington em 8 de abril que eles deveriam planejar um navio que combinasse os elementos principais de um couraçado e cruzador de batalha para que assim tivessem o máximo possível de velocidade máxima, armamento e blindagem. Especificamente, isto significou armá-lo com os canhões de 406 milímetros planejados para os couraçados da Classe South Dakota, reduzir a blindagem em dez por cento, uma borda livre de pelo menos 8,5 metros e uma velocidade de pelo menos trinta nós. Além disso, os projetos deveriam ser preparados e apresentados rapidamente.
A Marinha Real designou temporariamente o construtor Stanley Goodall para ajudar o Escritório de Construção e Reparo. Goodall levou consigo uma cópia dos planos do Hood e relatos precisos sobre danos de projéteis da Batalha da Jutlândia. Além disso, L. C. McBride, um construtor norte-americano servindo em Londres, tomou conhecimento de boa parte da experiência britânica e compartilhou isto com o Escritório. Ideias do Hood foram rapidamente incorporadas à Classe Lexington, incluindo a adoção de uma "blindagem inclinada" e a adição de quatro tubos de torpedo acima da linha de flutuação para complementar os quatro tubos submersos que já constavam no projeto original. Outras mudanças incluíram o aumento da boca para permitir um sistema de proteção antitorpedo adequado e um aumento do cinturão vertical para 178 milímetros. Novos melhoramentos na tecnologia de caldeiras reduziram seu número para dezesseis e as chaminés para apenas duas, porém levou a um aumento no deslocamento normal.
Quatro novos projetos foram apresentados ao Conselho Geral em 3 de junho de 1918, mais uma carta que pedia formalmente a reconsideração da exigência que a Classe Lexington fosse blindada para se proteger apenas contra armas de 152 milímetros. O Conselho, preocupado com o atraso que os redesenhos teriam não apenas nos navios mas também no programa de construção de 1916 como um todo e o consequente custo, rejeitou todos. O Conselho também temia que a construção de navios capitais rápidos e bem protegidos como o Hood iria deixar todos os couraçados norte-americanos obsoletos, assim como o HMS Dreadnought tinha feito com os pré-dreadnoughts britânicos, além de acabar com a vantagem numérica que os Estados Unidos tinha sobre outros países. Entretanto, o almirante William Sims, o Comandante Chefe dos Estados Unidos na Europa, argumentou a favor dos novos projetos destacando que o Hood já tinha causado a revolução que o Conselho queria barrar. Os debates continuaram e o projeto permaneceu suspenso até maio de 1919, quando o Conselho decidiu em favor da construção como planejada. A versão escolhida foi uma variante mais lenta do Projeto B com proteção adicional nas torres de artilharia, torre de comando e depósitos de munição. Esta versão modificada foi designada B3 e foi a versão final da Classe Lexington.

## Projeto

### Características

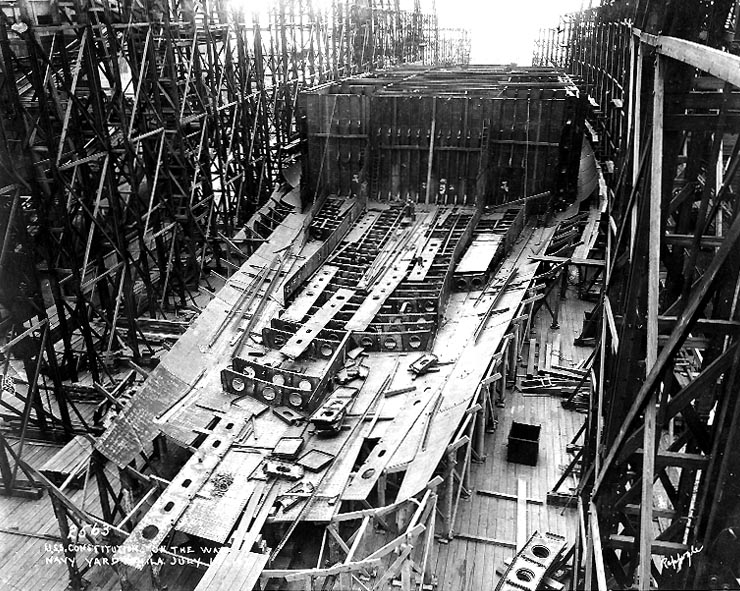
O casco do Constituition em construção em 14 de julho de 1921

Os cruzadores de batalha da Classe Lexington teriam 266,4 metros de comprimento de fora a fora, uma boca de 32,1 metros e um calado de 9,4 metros. Seu deslocamento normal seria de 44,2 mil toneladas, enquanto o deslocamento carregado ficaria em 45 354 toeladas. Como a exigência de uma alta velocidade necessitaria de um casco comprido com o máximo de borda livre, o castelo de proa cobriria 75 por cento do comprimento total. As embarcações usariam um estilo de proa relativamente novo chamada de proa bulbosa. Esta proa era o resultado de uma série de testes que começaram em 1910 e seria capaz de reduzir em média seis por cento da resistência da água, também dando apoio para o castelo de proa e reduzindo o estresse de torção no casco. Os resultados dos testes foram altamente favoráveis em velocidades acima de 25 nós. A desvantagem era a formação de uma grande camada de água que ficaria acumulada pelas placas externas do castelo da proa em altas velocidades. Entretanto, esta tendência poderia ser reduzida até certo ponto com um projeto cuidadoso das armações. Este tipo de proa foi usado pela primeira vez no couraçado USS Delaware.

### Propulsão
Um sistema de propulsão turbo-elétrico foi escolhido apesar dele necessitar de mais espaço do que turbinas a vapor a fim de permitir um melhor sistema de proteção subaquático que as experiências de guerra demonstraram ser essencial. Esse sistema foi usado pela primeira vez nos couraçados da Classe Tennessee e tinha várias vantagens. Os turbo-geradores poderiam rodar em velocidade ideal sem preocupação com a velocidade da hélice, o que economizava combustível e os maquinários poderiam ser facilmente subdivididos, aumentado a sobrevivência contra impactos de torpedos. A substituíção de tubulações grossas de vapor por cabos elétricos flexíveis permitia que os motores fossem instalados mais para ré, reduzindo a vibração e o peso por meio da redução dos eixos das hélices. Além disso, era possível navegar de ré em potência total ao simplesmente inverter a polaridade dos motores. Apesar disso e do fato de que empresas norte-americanas teriam dificuldades em produzir as grandes turbinas a vapor necessárias para equipar navios do tamanho da Classe Lexington, a Curtis Company tentou sem sucesso que a Marinha dos Estados Unidos voltasse atrás na sua decisão de sistema de propulsão. A Marinha argumentou que isso necessitaria de um novo arranjo das salas de máquinas e redução da proteção subaquática.
Cada uma das quatro hélices teria 4,5 metros de diâmetro e cada um de seus eixos seriam girados por dois motores elétricos de 22 850 cavalos-vapor (16,8 mil quilowatts). Estes motores seriam cinco vezes maiores que motores elétricos usados em navios anteriores. Quatro turbo-geradores alimentariam os motores elétricos e cada um teria uma potência indicada de 47,2 mil cavalos-vapor (35,2 mil quilowatts), cinco mil volts e 4 620 amperes de corrente contínua. Cada um dos quatro alternadores de corrente alternada produziria quarenta mil quilovoltamperes. O vapor necessário para movimentar os turbo-geradores seria produzido por dezesseis caldeiras de tubos d'água, cada um em seu compartimento individual, que trabalhariam a uma pressão de 2 034 quilopascais (21 quilogramas-força por centímetro quadrado) e temperatura de 238 graus Celsius. O maquinário da Classe Lexington foi projetado para produzit um total de 176,8 mil cavalos-vapor (130 mil quilowatts) para uma velocidade máxima de 33,25 nós (61,58 quilômetros por hora). Os navios teriam uma autonomia estimada de dez mil milhas náuticas (dezenove mil quilômetros) a uma velocidade de dez nós (dezenove quilômetros por hora).

### Armamento

#### Principal

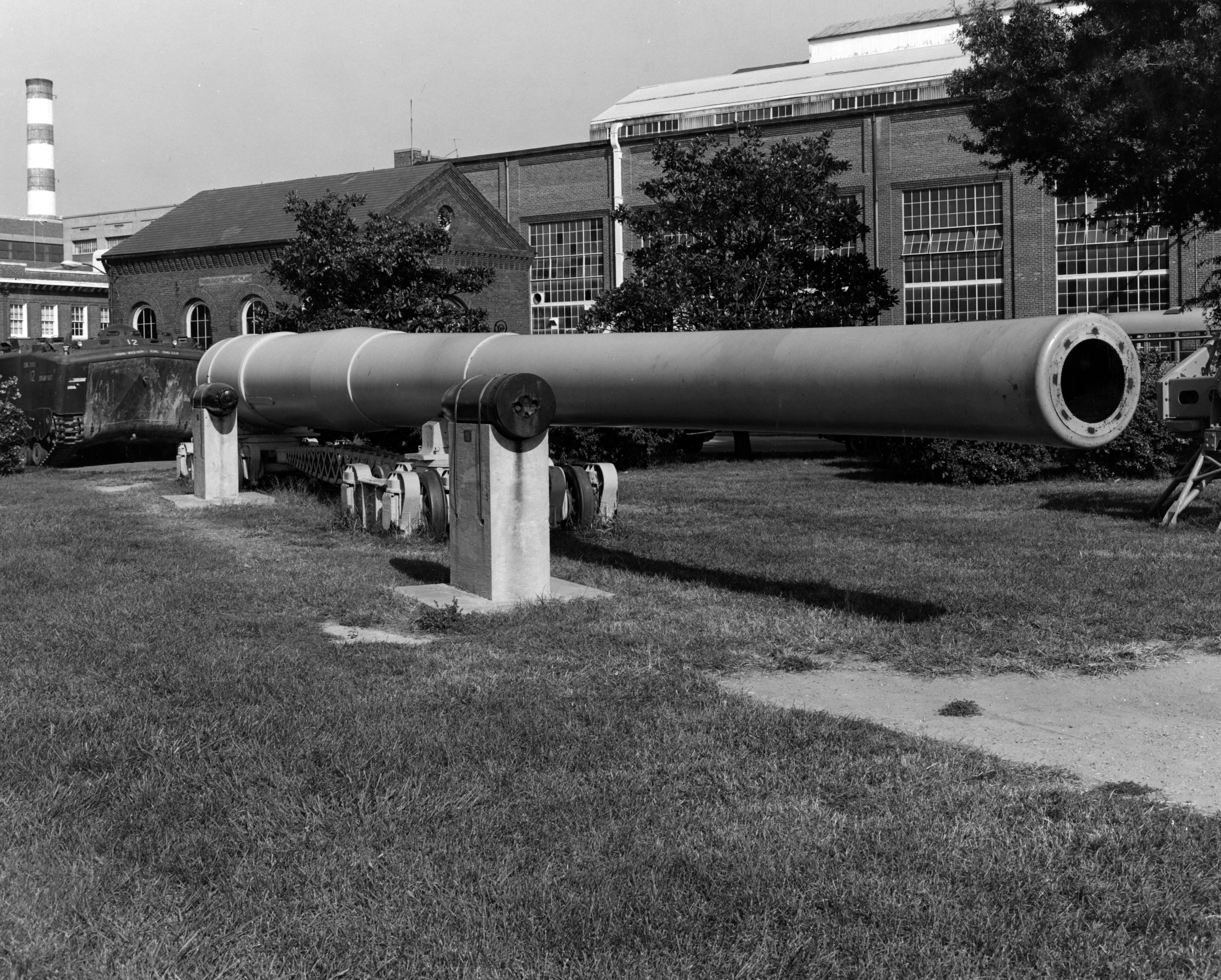
Um canhão Marco 2 calibre 50 de 406 milímetros, mesmo modelo que seria instalado na Classe Lexington

O projeto original da Classe Lexington teria um armamento principal composto por dez canhões calibre 50 de 356 milímetros da variante Marco 4, 5 ou 6 montados em quatro torres de artilharia, duas triplas sobrepostas a duas duplas. Estas seriam as mesmas armas instaladas nos couraçados da Classe New Mexico e Classe Tennessee. Seriam capazes de disparar projéteis perfurantes de 640 quilogramas a uma velocidade de saída de 853 metros por segundo a uma distância máxima de 22 quilômetros.
Após os redesenhos o armamento passou a ser de oito canhões Marco 2 calibre 50 de 406 milímetros, os mesmos que seriam usados nos couraçados da Classe South Dakota, em quatro torres de artilharia duplas. Este era uma versão ligeiramente mais comprida do canhão Marco 1 calibre 45 dos couraçados da Classe Colorado. Disparariam projéteis de 950 quilogramas a uma velocidade de saída de 853 metros por segundo, cadência de tiro de dois disparos por minuto e alcance máximo de 40,7 quilômetros.
Um protótipo da arma Marco 2 foi testado e aprovado em 8 de abril de 1918, com o canhão estando programado para entrar em serviço naval em 1923. Entretanto, com o cancelamento tanto da Classe Lexington quanto da Classe South Dakota, nenhuma das armas chegou a ser instalada em um navio, mesmo com 71 modelos tendo sido produzidos e outros 44 estando em construção na época. Vinte destas armas foram entregues ao Exército dos Estados Unidos entre 1922 e 1924 para uso como baterias costeiras. Foi posteriormente planejado que esses canhões fossem usados nos couraçados da Classe Iowa, porém uma falha de comunicação entre os escritórios de projeto levou ao desenvolvimento do canhão Marco 7. Consequentemente, todos os canhões Marco 2 e 3 ainda de posse da Marinha, com exceção de três, foram também dados ao Exército.

#### Secundário
O armamento secundário original seria composto por dezoito canhões calibre 51 de 127 milímetros. Estas armas foram usadas pela primeira vez nos couraçados da Classe Florida e depois instaladas em todos os couraçados norte-americanos da época, assim como também em muitos dos contratorpedeiros, submarinos e embarcações auxiliares norte-americanas construídas na mesma época. Disparariam projéteis de 23 quilogramas a uma velocidade de saída de 960 metros por segundo com uma cadência de tiro de oito a nove disparos por minuto, com o alcance máximo de 17,2 quilômetros a uma elevação de 25 graus. Este armamento depois foi modificado para catorze canhões calibre 53 de 127 milímetros em casamatas Marco 13. Também seria o armamento secundário da Classe South Dakota, mas com o cancelamento dos navios elas seriam reutilizadas como o armamento principal dos cruzadores rápidos da Classe Omaha e de alguns submarinos. Disparariam projéteis de 48 quilogramas com velocidade de saída de 914 metros por segundo e cadência de tiro de seis a sete disparos por minuto, tendo um alcance máximo de 23,1 quilômetros a uma elevação de trinta graus.

#### Outros
O planejamento original era para quatro canhões antiaéreos Marco 11 calibre 23 de 76 milímetros, mas este número foi aumentado para oito na versão final do projeto. Poderiam abaixar até dez graus negativos e elevar até 85 graus. Disparariam projéteis de 5,9 quilogramas com uma velocidade de saída de 503 metros por segundo e cadência de tiro de oito a nove disparos por minuto, tendo um alcance de oito quilômetros e altura máxima de disparo de 5,5 quilômetros. Por fim, seriam equipados com oito tubos de torpedo de 533 milímetros, quatro montados dentro do casco abaixo da linha de flutuação à proa, dois em cada lado, e outros acima na popa, dois de cada lado também.

### Blindagem

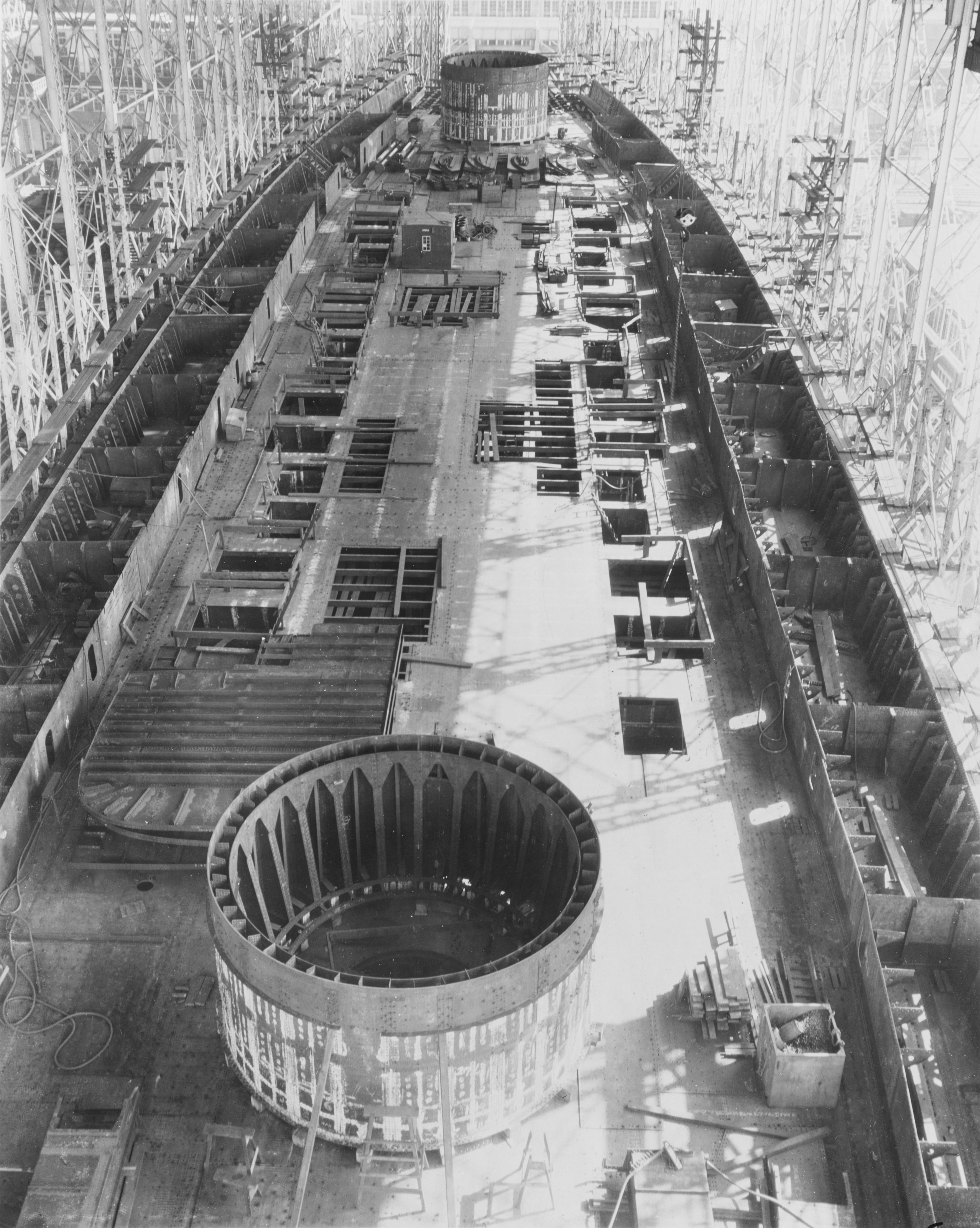
O Saratoga incompleto em 8 de março de 1922, com duas de suas barbetas visíveis

O cinturão principal de blindagem da Classe Lexington teria entre 127 e 178 milímetros de espessura de baixo para cima e ficaria angulado em onze graus para fora a fim de aumentar sua espessura relativa para disparos de curta-distância na horizontal, um conceito inspirado no Hood. Um ponto negativo desse arranjo específico era a redução da altura relativa do cinturão, o que aumentava a chance de disparos em mergulho passarem por cima ou por baixo. O cinturão cobriria 161,5 metros da parte central dos navios. À vante o cinturão terminava em uma antepara transversal que também teria entre 127 e 178 milímetros de espessura. À ré o cinturão terminava em uma antepara de 178 milímetros. O cinturão teria 2,8 metros de altura. O convés superior teria 57 milímetros espessura em duas camadas. O terceiro convés sobre os maquinários e depósitos de munição seria blindado com duas camadas de aço de tratamento especial totalizando 51 milímetros de espessura. Os equipamentos de direção seriam protegidos por duas camadas de aço de tratamento especial que ficariam entre 76 e 114 milímetros.
As frentes das torres de artilharia teriam 279 milímetros de espessura, as laterais teriam 152 milímetros, enquanto os tetos teriam 127 milímetros. Ficariam em cima de barbetas com espessura máxima de 229 milímetros acima do convés, porém esta se reduziria em estágios nos conveses inferiores até ficar com 127 milímetros. A torre de comando seria protegida por laterais de 305 milímetros, enquanto os tubos de comunicação teriam 254 milímetros e conectariam a torre de comando com a posição de comando inferior no primeiro convés plataforma. O sistema de defesa antitorpedo teria entre três e seis anteparas protetoras de aço com dez a dezenove milímetros de espessura. Os espaços entre elas poderiam ser deixados vazios ou usados como tanques de combustível, o que também ajudaria a absorver a detonação da ogiva de um torpedo.

## Navios
| Navio         | Construtor                    | Batimento              | Lançamento           | Comissionamento        | Destino                         |
| ------------- | ----------------------------- | ---------------------- | -------------------- | ---------------------- | ------------------------------- |
| Lexington     | Bethlehem Shipbuilding        | 8 de janeiro de 1921   | 3 de outubro de 1925 | 14 de dezembro de 1927 | Afundado em 8 de maio de 1942   |
| Constellation | Newport News Shipbuilding     | 18 de agosto de 1920   | —                    | —                      | Cancelado em agosto de 1923     |
| Saratoga      | New York Shipbuilding         | 25 de setembro de 1920 | 7 de abril de 1925   | 16 de novembro de 1927 | Afundado em 25 de julho de 1946 |
| Ranger        | Newport News Shipbuilding     | 23 de junho de 1921    | —                    | —                      | Cancelados em agosto de 1923    |
| Constitution  | Estaleiro Naval da Filadélfia | 25 de setembro de 1920 | —                    | —                      | Cancelados em agosto de 1923    |
| United States | Estaleiro Naval da Filadélfia | 25 de setembro de 1920 | —                    | —                      | Cancelados em agosto de 1923    |

## Conversão

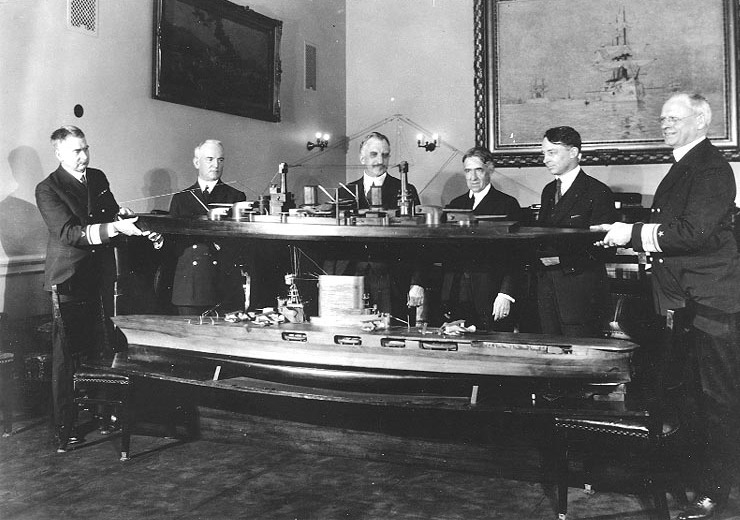
O contra-almirante David W. Taylor (esquerda), Chefe do Escritório de Construção e Reparo, e o contra-almirante John K. Robison (direita), Chefe do Escritório de Engenharia, segurando uma miniatura do projeto do cruzador de batalha acima da proposta de conversão para porta-aviões em 8 de março de 1922

A construção dos seis navios da Classe Lexington finalmente começou em 1920 e 1921. Entretanto, Charles Evans Hughes, o Secretário de Estado dos Estados Unidos, convocou em julho de 1921 uma conferência em Washington para o mês de novembro. O objetivo desta seria dar um fim ao programas de construção naval extremamente custosos que estavam surgindo em vários países. Ficou claro para o Conselho Geral que os cruzadores de batalha, que alguns achavam que já eram obsoletos, seriam alvos para cancelamento. Desta forma estudos foram iniciados explorando possibilidades de converter um ou mais dos navios para outros usos: um deles explorou uma conversão em porta-aviões, enquanto outro contemplou uma conversão em transatlântico.
A conversão em porta-aviões tinha aspectos tanto positivos quanto negativos quando comparada a um porta-aviões "especificamente projetado" como tal. A conversão teria uma proteção antitorpedo melhor, depósitos de munição maiores para as bombas das aeronaves e mais espaço para pousos entre os dois elevadores de aeronaves, porém seria meio nó mais lenta com aproximadamente dezesseis por cento menos espaço de hangar, quantidade menor de combustível e "linhas mais estreitas" à ré, ou seja, pilotos pousando teriam um convés de voo mais estreito para mirarem. Em termos de custos, um porta-aviões novo custaria 27,1 milhões de dólares, enquanto a conversão da Classe Lexington custaria 22,4 milhões de dólares, não contando os 6,7 milhões já gastos.
O Tratado Naval de Washington foi assinado em 6 de fevereiro de 1922 por Estados Unidos, Reino Unido, Japão, França e Itália. Sob seus termos, quaisquer navios capitais em construção por qualquer um de seus signatários deveriam ser cancelados e desmontados. Em termos de cruzadores de batalha, isso englobava a Classe Lexington dos Estados Unidos, a Classe G3 do Reino Unido e a Classe Amagi do Japão. Entretanto, o tratado também permitia que os cinco países convertessem até duas de suas embarcações em construção em porta-aviões. A Marinha dos Estados Unidos assim decidiu converter os dois membros da Classe Lexington que estavam com suas obras mais avançadas: o USS Lexington e o USS Saratoga.
O problema era que o limite para a construção de novos porta-aviões era de 27 mil toneladas, que era muito baixo para qualquer conversão prática dos cruzadores de batalha. Uma exceção acabou sendo adicionada ao tratado, um esforço liderado por Theodore Roosevelt Jr., o Secretário Assistente da Marinha. Isto deu aos países a opção de converter dois navios em construção em porta-aviões de até 33 mil toneladas. Este aumento mesmo assim quase não foi o suficiente para a Classe Lexington, sendo necessária uma interpretação criativa da cláusula para permitir a conversão sem a remoção de metade do sistema de propulsão, algo que o Conselho Geral não queria fazer. Sem isto, os dois porta-aviões teriam problemas, pois estimativas de 1928 os colocavam acima de 35 mil toneladas, porém oficialmente eles sempre foram listados com 33 mil toneladas.

### Citações
1. ↑   Friedman 1984, p. 61
2. ↑   Friedman 1984, pp. 61–62
3. ↑   Cooper 2009, p. 208
4. ↑   O'Brien 2001, pp. 28–29
5. ↑   Burr 2008, pp. 22, 24
6. ↑   Osborne 2004, p. 73
7. ↑   Perras 2003, p. 8
8. ↑   Friedman 1984, p. 62
9. 1 2 3   Morison & Polmar 2003, p. 70
10. ↑   Friedman 1984, pp. 62–64
11. 1 2 3 4 5   Friedman 1985b, p. 119
12. ↑   Friedman 1985a, p. 101
13. ↑   Friedman 1984, pp. 71–72
14. 1 2 3   Friedman 1984, p. 86
15. ↑   «Lexington Class (CC-1 through CC-6)». Naval Historical Center. Consultado em 30 de setembro de 2023. Arquivado do original em 8 de outubro de 2008
16. ↑   Friedman 1984, pp. 62–63, 86
17. ↑   Breyer 1974, p. 162
18. ↑   Friedman 1984, pp. 63, 86
19. ↑   Breyer 1974, p. 234
20. ↑   Friedman 1984, pp. 88, 91, 94
21. 1 2   Morison & Polmar 2003, p. 71
22. 1 2   Friedman 1984, p. 97
23. ↑   Friedman 1985b, pp. 118–119
24. ↑   Morison & Polmar 2003, pp. 71–72
25. ↑   Friedman 1984, pp. 98–99
26. 1 2   Breyer 1974, p. 235
27. ↑   Hone 2011, p. 21
28. ↑   Anderson & Baker 1977, p. 311
29. ↑   Anderson & Baker 1977, p. 312
30. ↑   Hone 2011, p. 25
31. ↑   Campbell 1985, pp. 123–24
32. ↑   «United States of America 14"/50 (35.6 cm) Mark 4 and Mark 6». NavWeaps. Consultado em 10 de outubro de 2023
33. ↑   «United States of America 16"/50 (40.6 cm) Mark 2 and Mark 3». NavWeaps. Consultado em 10 de outubro de 2023
34. ↑   Campbell 1985, p. 116
35. ↑   Campbell 1985, p. 136
36. ↑   «United States of America 5"/51 (12.7 cm) Marks 7, 8, 9, 14 and 15». NavWeaps. Consultado em 10 de outubro de 2023
37. ↑   Morison & Polmar 2003, pp. 69–71
38. ↑   Campbell 1985, pp. 132–33
39. ↑   «United States of America 6"/53 (15.2 cm) Marks 12, 14, 15 and 18». NavWeaps. Consultado em 10 de outubro de 2023
40. ↑   «United States of America 3"/23 (7.62 cm) Marks 4, 7, 9, 11, 13 and 14». NavWeaps. Consultado em 10 de outubro de 2023
41. ↑   Breyer 1974, pp. 235–237
42. 1 2 3   Anderson & Baker 1977, p. 308
43. ↑   Hone 2011, p. 26
44. ↑   Morison & Polmar 2003, p. 74
45. 1 2   Friedman 1983, pp. 41, 43
46. ↑   Morison & Polmar 2003, p. 72
47. 1 2 3 4   Friedman 1983, p. 43
48. ↑   Tratado Naval de Washington (1922). Capítulo II, Parte III, Seção II.
49. ↑   «Board for Selling Doomed Warships; Admirals Oppose Sinking at Sea Under Terms of the Five Power Naval Treaty». The New York Times. 2 de maio de 1922. p. 20
50. ↑   Tratado Naval de Washington (1922). Capítulo I, Artigo IX.